# 프로페르티우스

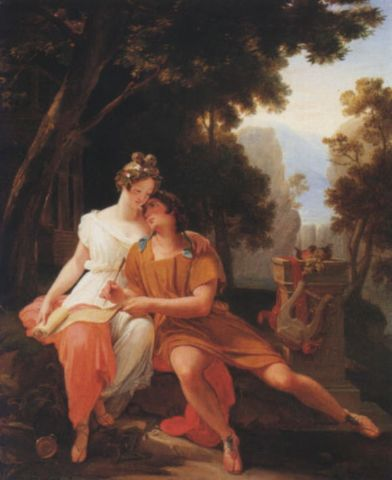
Auguste Jean Baptiste Vinchon, Propertius & Cynthia

프로페르티우스(Sextus Propertius, 기원전 50년~기원전 15년)는 로마 제정 초기, 아우구스투스 시대의 시인이다. 부친은 기사계급에 속했으나 그가 어릴 때 사망했다. 기원전 41-기원전 40년 안토니우스 및 옥타비아누스에 의한 종군병사에의 토지 분배 때 부친이 남긴 토지의 대부분을 잃었다. 현존하는 비가(悲歌) 4권의 제1권은 애인인 킨티아에게 바친 것이나, 애인의 부정을 못마땅히 여겨 다른 여인과의 사랑을 노래한 제2, 제3권을 쓴 후 칼리마코스의 영향을 받은 옛 신화를 제재로 한 아름다운 시를 남겼다. 오비디우스는 친구의 한 사람이다.

## 참고 문헌
- 이 문서에는 다음커뮤니케이션(현 카카오)에서 GFDL 또는 CC-SA 라이선스로 배포한 글로벌 세계대백과사전의 내용을 기초로 작성된 글이 포함되어 있습니다.